# Обан (монета)

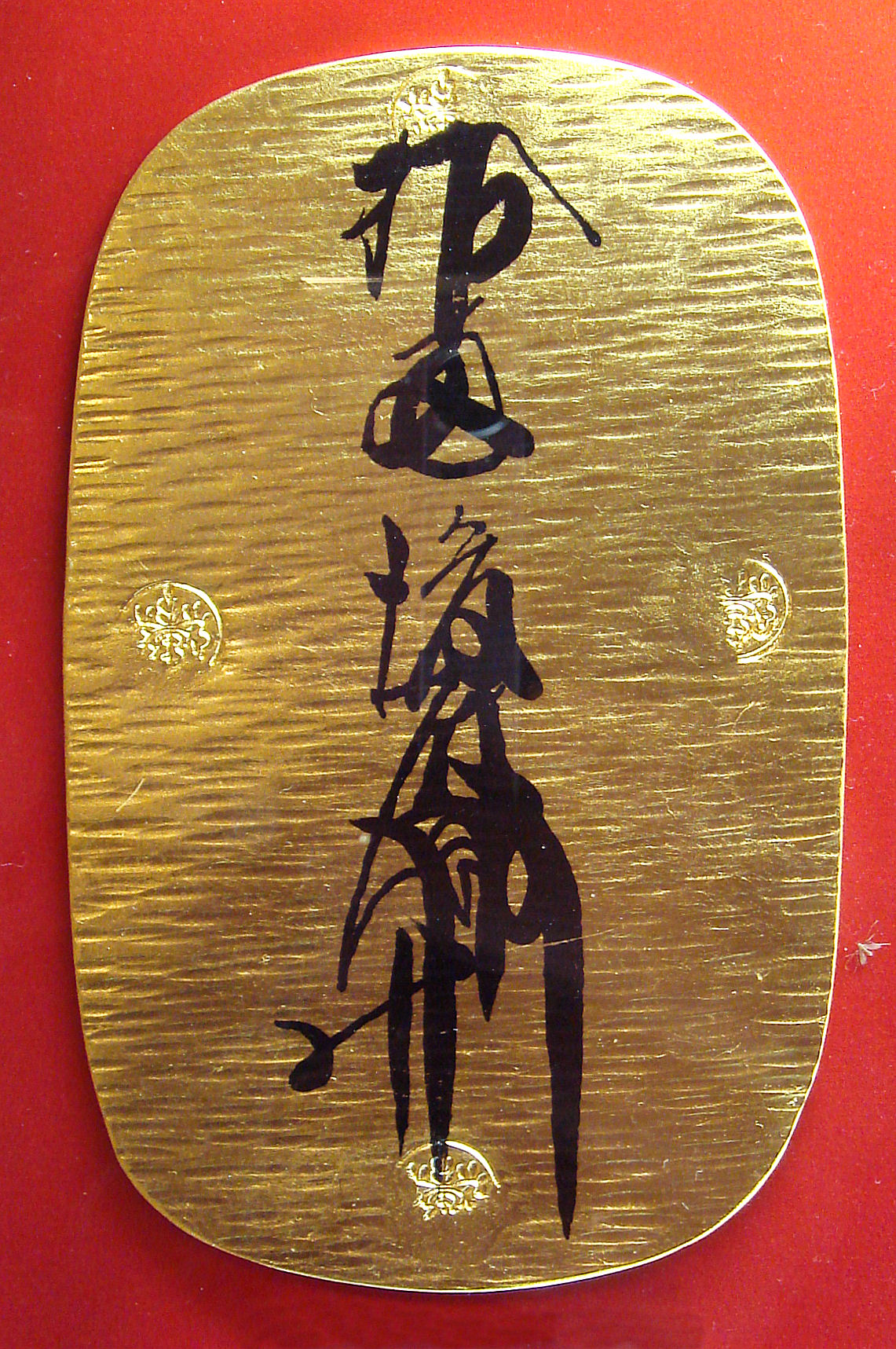
Обан эпохи Кэйтё, 1601

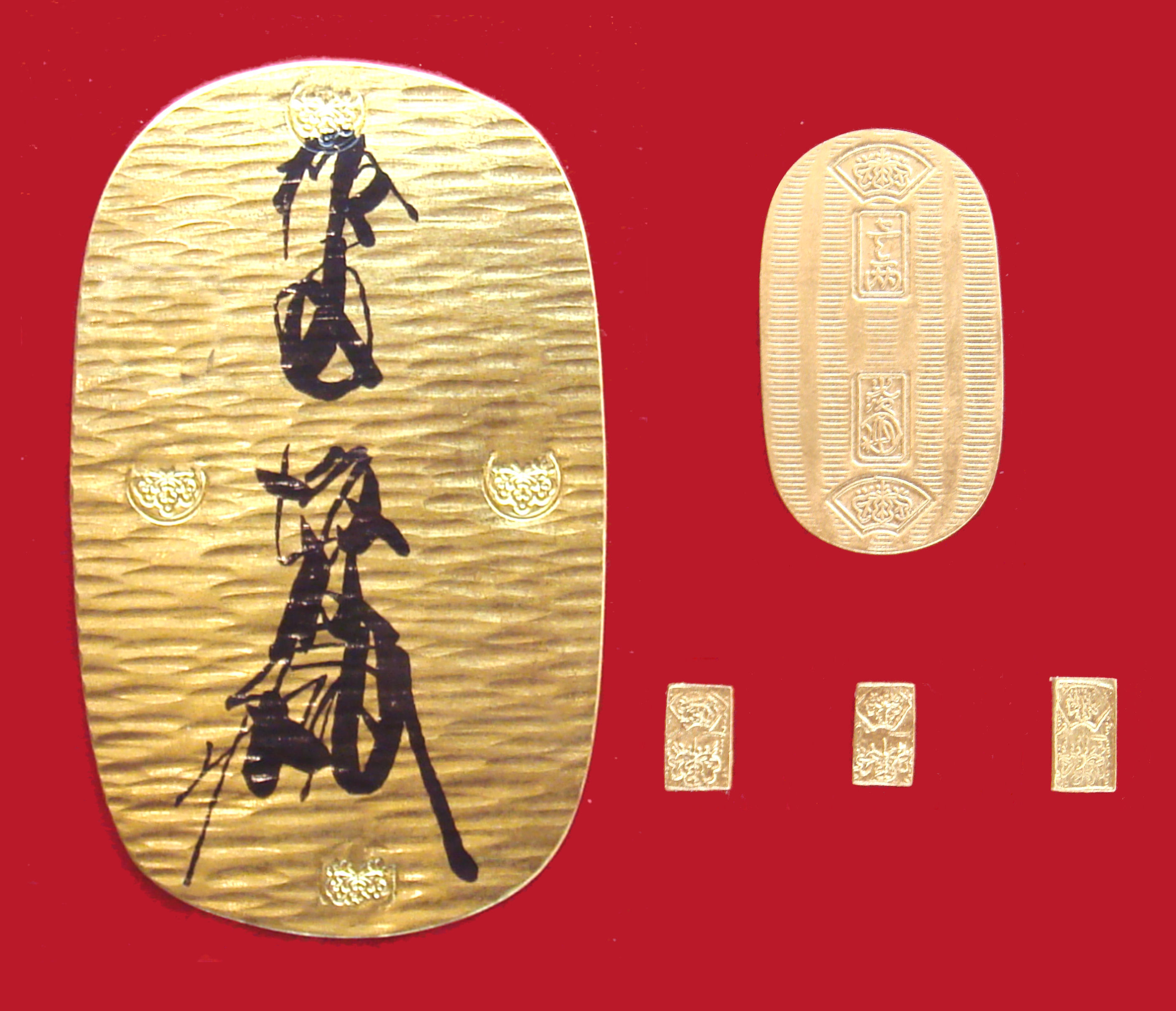
Золотые монеты эпохи Кэйтё: обан, кобан, итибубан, 1601—1695

Обан (яп. 大判 О:бан) — японская золотая монета эпохи сёгуната Токугава номиналом десять рё. Являлась монетой с самым высоким номиналом (следующей по номиналу монетой была кобан номиналом 1 рё), представляла собой почти овальную золотую пластину, весом 165 г. Первые обаны отчеканило семейство Гото по приказу Тоётоми Хидэёси в 1588 году.